# 102-га окрема бригада територіальної оборони (Україна)
102-га окрема бригада територіальної оборони імені полковника Дмитра Вітовського (102 ОБрТрО, в/ч А7030) — військове з'єднання Сил територіальної оборони України.  
Дислокується в Івано-Франківський області. Бригада перебуває у складі Регіонального управління Сил ТрО «Захід». 
Частина була утворена у 2018 році як кадроване з'єднання. Після російського повномасштабного вторгнення 2022 року відмобілізована, бере участь у боях на Запорізькому напрямку. 

## Історія
27 травня — 2 червня 2019 року відбулися збори військовозобов'язаних та резервістів управління 102-ї окремої бригади та батальйонів територіальної оборони спроможностей щодо виконання завдань у ході відмобілізування військових частин на виконання ними територіальної оборони.

## Структура
- Управління, штаб бригади [2]
- 74-й окремий батальйон територіальної оборони (смт Яблунів Косівський р-н) [3]
- 75-й окремий батальйон територіальної оборони (смт Лисець Івано-Франківський р-н)[4]
- 76-й окремий батальйон територіальної оборони (м. Надвірна)[5]
- 77-й окремий батальйон територіальної оборони (смт Гвіздець Коломийський р-н)[4]
- 78-й окремий батальйон територіальної оборони (м. Івано-Франківськ)[4]
- 79-й окремий батальйон територіальної оборони (м. Калуш)[6]
- 201-й окремий батальйон територіальної оборони (м. Верховина)[3]
- Рота контрдиверсійної боротьби[4]
- Рота матеріально-технічного забезпечення[4]
- Вузол зв'язку[4]
- Зенітний взвод[4]
- Мінометна батарея[7]
- Медична рота

## Командування
- (2021) полковник Копадзе Юрій Анатолійович[3].
- (жовтень 2022—березень 2023) Логвіненко Володимир Юрійович [3][8][9].
- (квітень 2023—листопад 2023) полковник Володимир Мартинюк [10][3].
- (грудень 2023—т.ч.) полковник Сергій Шуляк .

## Втрати

### 2022
- 18 липня 2022 - Вячеслав Тушний ("Слива"). Помер у шпиталі внаслідок важких поранень, яких зазнав 6 липня під час бойового завдання поблизу міста Гуляйполе Запорізької області[11].
- 24 вересня 2022 — Тряско Мар'яна Василівна («Квітка»). 7 червня 1985, с. Тростянець (Калуський район) [12][13][14]
- 6 грудня 2022 - Мельничук Йосиф ("Сивий"), 50 років, сержант.  Загинув  року поблизу міста Гуляйполе Запорізької області внаслідок ворожого артилерійського обстрілу[15].
- 7 грудня 2022 — Лугарєв Назарій Олексійович «Лу», головний сержант 1 стрілецького взводу 2 стрілецької роти 78-го окремого батальйону [16].
- 7 грудня 2022 — Мельничук Йосиф. 4 січня 1972, с. Комарів Івано-Франківська область. Загинув в результаті ворожого артилерійського обстрілу на околиці м. Гуляйполя Запорізької області[17].
- 7 грудня 2022 — Грималюк Артур Васильович. 5 квітня 1989, м. Івано-Франківськ. Воював у Гуляйполі Запорізької області, де і загинув під ворожого обстрілу артилерії [18][19].
- 7 грудня 2022 — Сабадах Ігор. Сержант, 78 батальйон [20]
- 7 грудня 2022 — Гриймалюк Ігор. Солдат 78 батальйону [20]
- 28 грудня 2022 — Стецик Юрій Яремович («Пікассо») — 9 травня 1999, м. Івано-Франківськ. Молодший сержант, командир відділення 2-ї роти 78-го батальйону. Дорожнянка Запорізької області [21][22].
- 30 грудня 2022 — Зузяк Руслан Васильович. Ворохта. Стрілець 3 стрілецької роти. Загинув неподалік міста Гуляйполе Запорізької області [23][24].
- 30 грудня 2022 — Грига Володимир Іванович. 17 травня 1985, проживав у Пасічній Надвірнянського району. Молодший сержант. Загинув поблизу Гуляйполя Запорізької області [24][25].
- 30 грудня 2022 — Фоменко Назар Юрійович. 30 серпня 1984, м. Івано-Франківськ. Служив старшим водієм 2 мінометного взводу мінометної батареї військової. Загинув внаслідок ворожого артилерійського обстрілу на околицях села Дорожнянка Запорізької області[24][26].
- 30 грудня 2022 — Цимбаліст Назарій Олегович. 38 років, м. Калуш. Молодший сержант, командир міномета 2 взводу мінометної батареї. Загинув внаслідок ворожого артилерійського обстрілу на околицях села Дорожнянка Запорізької області[24][27].
- 30 грудня 2022 — Коропецький Роман Ігорович. 1993, с. Загвіздя. Водій відділення контрдиверсійної боротьби. Загинув внаслідок поранень, отриманих під час ворожого обстрілу села Дорожнянка Пологівського району Запорізької області [24][28].

### 2023
- 6 січня 2023 — Вовчук Микола Володимирович. 1990, с. Цінева Дубівської громади. Служив розвідником [29]
- 18 січня 2023 — Баторик Тарас Антонович. 13 березня 1976, с. Бортники, Львівська область [30]
- 3 лютого 2023 — Гуль Андрій Ростиславович («Штерн»). 15 квітня 1998, м. Івано-Франківськ. 78-й окремий батальйон територіальної оборони. Був старшим солдатом, пілотом військових дронів, працював з мінометом та корегував цілі [31].
- 15 лютого 2023 — Волошинович Володимир. 1967 рік, м. Рожнятів. Старший сержант [32]
- 15 лютого 2023 — Гецко Назар. 30 років. Був депутатом Войнилівської селищної ради [33]
- 19 січня 2023 — Литвинчук Костянтин. 31 рік, м. Калуш. Старший сапер [34]
- 6 квітня 2023 - Бойко Андрій ("Аташе"), 26 років, молодший сержант. Загинув  року під час виконання бойового завдання поблизу міста Гуляйполе Запорізької області[35].
- 17 квітня 2023 -  Волкович Роман ("Лисий"), 42 роки. Загинув під час бойового завдання поблизу села Дорожнянка на Запоріжжі[36].
- 14 липня 2023 - Колодій Ігор ("Старий"), молодший сержант. Помер в місті Запоріжжя внаслідок ускладнень після п’яти перенесених операцій. Чоловік мав недугу, яка загострилася на фронті[37].
- 16 липня 2023 — Приймак Руслан [38]
- 6 вересня 2023 - Терлецький Євген ("Якобс"), 37 років, солдат. Загинув в бою в районі села Приютне Запорізької області. Під час ворожого штурму отримав смертельне поранення голови[39].
- 25 вересня 2023 — Гула Володимир Іванович, 1993, молодший сержант [40]

### 2024
- 2 січня 2024 — Тимощук Андрій Іванович, старший солдат, діловод служби ракетно-артилерійського озброєння.[41]
- 25 лютого 2024 — Мар'ян Русинкевич, бойовий медик. Загинув в Запорізькій області.[42]
- 23 лютого 2024 — Данко Руслан Дмитрович, старший лейтенант  [43].
- 2 березня 2024 — Віталій Медвідь, старший солдат.[44]
- 5 березня 2024 — Карпенко Олексій Ігорович. 30 березня 1996, с. Лоєва Надіврнянської громади. Загинув поблизу Гуляйполя на Запоріжжі [45][46].
- 5 березня 2024 — Пилипенко Віктор («Філ»). 8.05.1997, молодший сержант [47].
- 14 березня 2024 — Бобик Євстахій, с. Долина.  77-й окремий батальйон територіальної оборони [48]
- 14 березня 2024 — Гуня Степан Ярославович, 1997, 77-й окремий батальйон територіальної оборони, молодший сержант [48]
- 23 березня 2024 — Головчак Іван Федорович. с. Перевозець, 79-й окремий батальйон територіальної оборони [49]
- 8 травня 2024  - Тимків Віталій Ярославович, 44 роки. Солдат, кулеметник 3-го відділення 3-го взводу 1-ої стрілецької роти  Помер року у реанімаційному відділенні міської лікарні міста Запоріжжя[50].
- 25 червня 2024 — Палюга Ігор. 4 квітня 1964, м. Тлумач. Старший лейтенант [51]
- 2 липня 2024 — Мельник Віталій. 24 роки, м. Коломия. Бойовий медик [52].
- 1 серпня 2024 — Кушнір Михайло Миколайович («Боцман»). 26 липня 1972, с. Верхня Липиця. Старший сержант. Загинув від аробстрілу [53]
- 4 серпня 2024 — Клим’юк Микола Володимирович. 13.04.1996, с. Середній Березів. Гранатометник, солдат [54]
- 16 серпня 2024 — Ватуйчак Володимир («Габо»). 16 вересня 1976, с. Бистрець. 201-й окремий батальйон територіальної оборони [55]
- 22 серпня 2024 — Дмитрук Антон Юрійович. 7 квітня 1995, с. Люча Косівського району. Гранатометник, 74-й окремий батальйон територіальної оборони [56]
- 20 вересня 2024 — Брошко Віталій. 41 рік, смт. Яблунів, Косівський район. 74-й окремий батальйон територіальної оборони [57]

### 2025.
- 6 січня 2025 — Ковальський Володимир Анатолійович («Коваль») — старший  стрілець-оператор. Загинув  поблизу н.п. Гуляйполе.
- 11 січня 2025 — Барнецький Назар («Барні») — майор. Загинув на Запоріжжі внаслідок мінометного обстрілу.[58]
- 3 червня 2025 — Мунтян Андрій Васильович (13.02.1985р.н.), кулеметник. Загинув внаслідок артилерійського обстрілу в районі села Малинівка, Пологівського району, Запорізької області [59].
- 11 липня 2025 — Пелех Юрій Миколайович (17.08.1969р.н), старший солдат. Загинув внаслідок стрілецького бою в районі села Малинівка, Пологівського району Запорізької області.
- 12 липня 2025 — Голодюк Ігор Петрович (08.02.1975 р.н.), сержант. Загинув внаслідок стрілецького бою в районі села Малинівка, Пологівського району Запорізької області.